# Кадмея
Кадмея (греч. Καδμεία) — акрополь в древнегреческом городе Фивы, городская крепость.

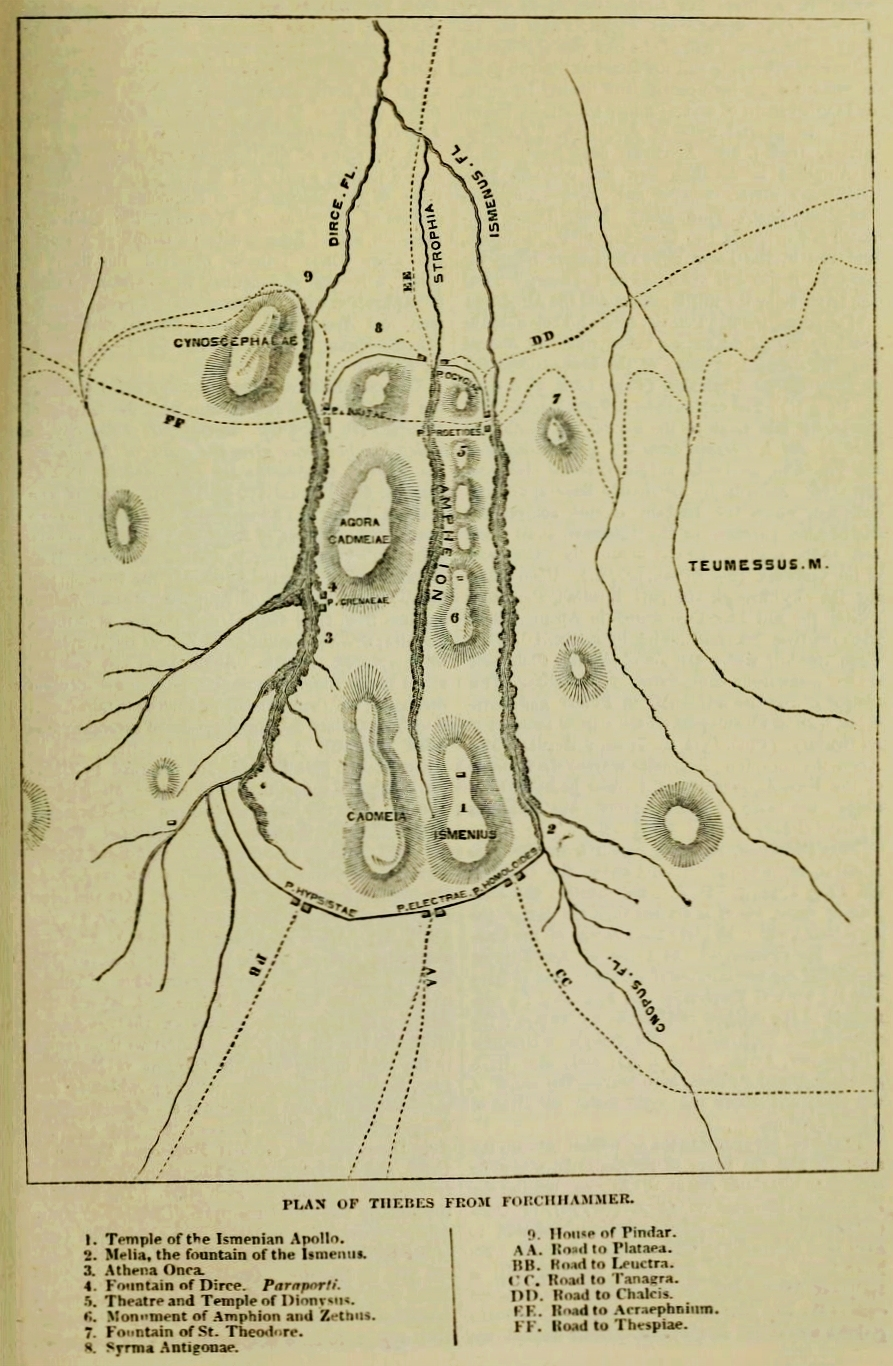
План-чертёж Кадмеи в Фивах

Назван в честь мифического основателя города Фивы, царя Кадма. Территория Кадмеи была заселена человеком ещё во время раннего бронзового века. Постоянное же поселение здесь прослеживается от эпохи позднего микенского периода (около 1400 года до н. э.).
В 382 году до н. э. крепость Кадмеи была захвачена спартанскими войсками под руководством Фебида. Спартанский гарнизон находился здесь в 382—379 г.г. до н. э. Это событие стало причиной череды войн между Спартой, Фивами и их союзниками, в результате которых была окончена эпоха гегемонии Спарты в Древней Греции и стало началом кратковременного политического господства древних Фив в Греции.
Во время македонского владычества в Греции в Кадмее был размещён и македонский гарнизон. Крепость Кадмеи была разрушена Александром Македонским в 335 году до нашей эры в назидание другим городам Древней Греции, желавшим избавиться он верховенства Македонии.